# Нормалност (поведение)
Вижте пояснителната страница за други значения на Нормалност.
Коренът на думата нормалност (norma) идва от латински и означава „приспособление за измерване на ъгли“, ъгломер. Нормалността има обществено и лично измерение ‒ те се обуславят от хармоничността на отношенията в обществото (на дадена страна, на общност от страни, на планетата) и, съответно, на индивидуалната позиция на дадена личност спрямо околните. Под „хармоничност“ следва да разбираме „максимална липса на конфликти“, равновесие.

## Обществената („социеталната“) нормалност
Нормалността в обществото е непрестанна тема за психологията, социологията, философията, публицистиката и всекидневната журналистика, макар че терминът се използва рядко. Всяка фаза на развитието на обществото, при която липсват широкомащабни конфликти, може да се възприема като „положение на нормалност“. Това не означава, че в обществото са налице свобода, справедливост и щастие за повечето хора. Социеталната нормалност би следвало да бъде състоянието на покой, който няма нищо общо с жизнения стандарт на населението: и до днес съществуват множество бедни, но спокойни страни.
Покоят в обществото е въпрос на комуникация между индивидите. Комуникацията се осъществява на две равнища: словесно (вербално) и числово (икономическо, сиреч финансово, парично). Езикът и математиката са главните носители на междучовешкото общуване.

### Вербална комуникация
Тя е главният източник на нормалността в човешките отношения. Докато различията между социалните групи се регулират на равнище „словесно общуване“, нормалността е налице. Това е така и във вътрешната политика на всяка страна, и в световната политика. Ако от вербална комуникация се стигне до конфликт, пораждащ масови протести, улични сбивания, преврати, граждански и военни сблъсъци, с нормалността е свършено.

### Икономическа (монетарна) комуникация
Опитът за изграждане на обществени системи, отричащи паричното стимулиране, води до стопанска анархия, при която обществата се връщат към отживели модели на стоково-стоков обмен, или бюрокрацията ликвидира обществената продуктивност. Свободата в парично-стоковите отношения е единствен източник на безконфликтна икономическа комуникация. Математиката не се ръководи от алтруистични подбуди ‒ това е урокът на XIX и XX в. в световната история. Как да се постигне гъвкавост в икономическата комуникация е спорен въпрос, който следва да се решава посредством вербална комуникация.
Като цяло нормалната комуникация в обществото се подобрява главно чрез по-добро обществено и частно образование и чрез възпитаване на населението от всички социални групи да развива изобретателност в своята икономическа активност. Винаги ще има изоставащи в „математическия компонент“ на общуването (парично-стоковите отношения), тъй като той не е очевиден като „вербалния компонент“.

## Индивидуалната нормалност
Подобно на обществената нормалност, и индивидуалната има своите компоненти: психологическия и философския. Психологическият компонент на индивидуалната нормалност се базира на инстинкта, а философският ‒ на анализа.
Бихейвиоризмът в САЩ е развил мощни апарати за анализ на тези два компонента, без обаче да ги ситуира поотделно и да ги обособява.

### Инстинктът
Инстинктът за индивида е това, което икономическата комуникация представлява за обществото – той обуславя приспособимостта ни към околната среда, заложена генетично. Всеки индивид от ранна възраст се нуждае от животоподдържащи елементи като течности, храна, облекло, подслон, независимо дали човекът е Божие творение или резултат от биологическа еволюция. С възрастта изниква и инстинкт за създаване на потомство. При отделни клинични и психологически случаи тези инстинкти биват нарушени, но развитата човешка солидарност отдавна не приема тези случаи за „проклятие“ или „непоправимо зло“. Психологическите отклонения вече се възприемат като „вариации на индивидуалната нормалност“ и така се формират малцинствени социални групи. „Ненормалните“ хора са част от нормалната човешка общност.

### Анализът
Всеки индивид, дори при тежки биологически отклонения, е способен на анализ. Под „анализ“ следва да разбираме главно установяването на причинно-следствените връзки, на връзката „събитие-последствие“. Условните рефлекси, както ги наричаме в елементарната психология, са резултат от примитивен анализ. Анализът е заложен в самия инстинкт и на личностно ниво е еквивалент на вербалната комуникация в обществото. Той никога не може да стане „задължителен“. Анализът е функция на човешкия разум, който не признава никакви ограничения. Това е така, дори ако човекът е създаден „по образ Божий“, тъй като Бог по условие е вечен и несътворен. Анализът е зрелостта на човешката мисъл, чрез него възприемаме околните хора, животинския и материалния свят. Той е в основата на личния успех, на научните постижения, на възпитанието на децата. Анализът при един зрял човек може да бъде спирачка срещу престъплението.

## Цивилизационният избор
Човечеството следва да заложи в способността да се анализира предпочитание към вербалното и икономическото общуване като основа за нормалността. В противен случай нормалност ще бъдат конфликтното мислене, основано върху противопоставянето, насилието,
изключването на големи групи хора от обществения живот и лесното възприемане на „другия“ като „враг“.